# Lepanthes vestigialis
Lepanthes vestigialis är en orkidéart som beskrevs av Bogarín och Franco Pupulin. Lepanthes vestigialis ingår i släktet Lepanthes och familjen orkidéer. Inga underarter finns listade i Catalogue of Life.